# Raión de Ščučyn
Ščučyn (en bielorruso: Шчучынскі раён) es un raión o distrito de Bielorrusia, en la provincia (óblast) de Goradnia. Su capital es Shchuchyn.
Comprende una superficie de 1909 km².
El distrito es uno de los principales centros de la minoría polaca en Bielorrusia. Los polacos forman un 46,38% de la población, junto a un 44,99% de bielorrusos étnicos y un 6,39% de rusos.

## Demografía
Según estimación 2010 contaba con una población total de 47764 habitantes.

## Subdivisiones
Comprende la ciudad subdistrital de Shchuchyn, los asentamientos de tipo urbano de Astryná y Zhaludok y los siguientes 11 consejos rurales:
- Astryná
- Vasilishki
- Démbrava
- Zhaludok
- Kámienka
- Liadsk
- Vialíkaye Mazhéikava
- Orlia
- Piershamaisk
- Razhanka
- Turyá